# Sonatas
Sonatas (també coneguda com Las aventuras del Marqués de Bradomín) és una pel·lícula mexicana i espanyola filmada en 1959, produïda per Manuel Barbachano Ponce, dirigida per Juan Antonio Bardem i protagonitzada per Francisco Rabal, María Félix, Aurora Bautista i Fernando Rey, basada en la novel·la Sonatas, de l'escriptor Ramón del Valle-Inclán.

## Argument
A mitjan segle xix, el marquès de Bradomín (Francisco Rabal), noble gallec, es veu embolicat, sense voler, en una conspiració política quan intenta escapar a Mèxic amb el seu antic amor, Concha (Aurora Bautista), que és ara l'esposa del comte Brandeso. El dia de la fugida, Bradomín cau en una emboscada tendida pel mateix comte, de la qual aconsegueix escapar, però Concha mor en tràgiques circumstàncies. Aquest fragment es va basar en la Sonata de otoño (1902), de la novel·la original.
Bradomín es refugia a Mèxic, on coneix a la bella Niña Chole (María Félix), una dona acusada de sostenir relacions incestuoses amb el seu pare. Bradomín i Niña Chole es tornen amants i intenten fugir. Aquest fragment es basa en la Sonata de estío (1903) de la novel·la original.

## Repartiment
- Francisco Rabal - Marquès de Bradomín
- María Félix - La Niña Chole
- Aurora Bautista - Concha
- Fernando Rey - Capità Casares
- Ignacio López Tarso - Cap de guerrillers
- Carlos Casaravilla - Comte de Brandeso
- Rafael Bardem - Juan Manuel Montenegro

## Premis
Cecilio Paniagua va obtenir el premi a la millor fotografia als Premis del Sindicat Nacional de l'Espectacle de 1959.